# Кубічний сантиметр
Кубі́чний сантиме́тр (см3) — метрична одиниця вимірювання об'єму.
1 см3 = 0,01 м × 0,01 м × 0,01 м = 0,000 001 м3 = 10−6 м3.
Один кубічний сантиметр дорівнює одному мілілітру: 1 см3 = 1 мл.
При нормальних умовах один грам води має об'єм близький до 1 см3.
Основною одиницею вимірювання об'єму є кубічний метр (m3), але на практиці застосовуються й менші одиниці, серед них і кубічний сантиметр.